# Орленев, Павел Николаевич
Па́вел Никола́евич Орле́нев (настоящая фамилия — Орло́в; 22 февраля (6 марта) 1869, Москва, Российская империя — 31 августа 1932, Москва, СССР) — русский актёр, народный артист Республики (1926).

## Биография
Родился в семье московского купца Николая Тихоновича Орлова. Учился во 2-й московской гимназии. В декабре 1881 года втайне от родителей, которые не одобряли его увлечения театром — хотя отец его сам был увлечён театром и даже состоял членом артистического кружка — сыграл свою первую роль: брата невесты в драматическом представлении «Русская свадьба в исходе XVI века» П. П. Сухонина. Из гимназии он был вскоре исключён и в 1885 году поступил в драматическую школу театрального училища при московском Малом театре, где преподавали И. А. Правдин и Г. Н. Федотова. В 1886 году впервые выступил на сцене Малого театра в роли Капитоши в пьесе «Наш друг Неклюжев» А. И. Пальма.
Летом театральная школа, после смерти А. Н. Островского, закрылась, но Павлу Орлову удалось устроиться в театр в Вологду. С 1886 по 1891 год он играл в провинциальных театрах (Вологды, Риги, Нижнего Новгорода, Вильно, Минска, Ростова-на-Дону), в 1893—1895 — в московском Театре Корша, в 1895—1900 годах — по приглашению А. Суворина в Театре Литературно-художественного общества в Петербурге (Петербургском малом театре). Начинал с водевильных и характерных ролей, амплуа комического простака. Трагедийное дарование Орленева раскрыла сыгранная в 1898 году роль царя Фёдора Иоанновича (это было первое исполнение роли на сцене) в пьесе «Царь Фёдор Иоаннович» А. К. Толстого: актёр создал образ честного человека, который не может ни смириться с условиями жизни, ни преодолеть их.
Царь Фёдор Иоаннович и многие другие образы, созданные Орленевым (Раскольников, Дмитрий Карамазов, Освальд), вошли в историю русского театра. Орленев стал в сущности родоначальником амплуа «неврастеников» в русском театре. Его актёрская манера была основана на обостренных личных переживаниях, психологическом натурализме, подчеркнутом трагизме, двойственности. Трагедию Раскольникова актёр увидел в том, что «параллельно с крахом идеи Раскольникова, униженного бессмыслицей своей дерзкости, происходит его нравственный рост». Дмитрий Карамазов в его трактовке представал человеком раздираемым страстями: «Нервное подвижное лицо, слегка тронутое гримом, выражало усталость, разочарованность и только изредка сменялось выражением какой-то бесшабашной удали. Голос несколько сипловатый, с кое-где выскакивающими истерическими нотами, дополнял картину душевного разлада, который шел внутри Мити»
Сочетанием бунта и смятения привлекла его и роль Сольнеса в драме Г. Ибсена «Строитель Сольнес». «Он не соглашался с современной критикой, называвшей этого „ибсеновского эгоиста“ великим дерзателем. Несомненно, что Сольнес как личность подымается над средним уровнем, но как далек он от брандтовского титанизма».
В 1900 году Орленев внезапно покинул труппу Суворинского театра; гастролировал с антрепризами в разных городах России.
Орленев возглавил собственную труппу, гастролировал по России и Европе (Германии, Великобритании, Швеции, Норвегии), а также США. В 1906 году он построил крестьянский театр в Сызранском уезде, организует здесь и позднее в Голицыно под Москвой бесплатные спектакли для крестьян.
В 1913—1915 годах снимался в кино.
В 1925 году совершил гастрольный тур по городам Сибири. «В план поездки включена вся Сибирь: от Омска до Владивостока.» — писал Г. А. Вяткин.
Орленев оставил мемуары «Жизнь и творчество русского актера Павла Орленева, описанные им самим» (первое издание — 1931 год).
Павел Орленев умер 31 августа 1932 года в Москве.

## Признание и награды
- 1926 — Народный артист Республики

## Творчество

### Роли в театре
- 1886 — «Наш друг Неклюжев» А. И. Пальма — Капитоша
- 1888 — «С места в карьер» Д. А. Мансфельда — Сапожный подмастерье
- 1891 — «Школьная пара» Е. М. Бабецкого — Степан
- 1896 — «Невпопад» А. Людвигова-Маевского — Фёдор Слёзкин
- «Плоды просвещения» Л. Н. Толстого — Вово
- «Сверчок» М. де Вальдене и А. Кейзера — Дидье
- «Лес» А. Н. Островского — Теренька
- 1896 — «Трильби» Г. Ге — Жакко
- 1898 — «Царь Фёдор Иоаннович» А. К. Толстого — царь Фёдор Иоаннович
- «Преступление и наказание» по Ф. М. Достоевскому — Раскольников
- «Братья Карамазовы» по Ф. М. Достоевскому — Дмитрий Карамазов
- «Привидения» Г. Ибсена — Освальд
- «Тётка Чарлея» Б. Томаса — Лорд Френкерт Баверлей
- «Строитель Сольнес» Г. Ибсена — Сольнес
- 1927 — «Бетховен» М. Я. Жижмора — Бетховен
- «Лорензаччо» А. Мюссе — Лорензаччо
- «Микаэль Крамер» Г. Гауптмана — Арнольд
- «Бранд» Г. Ибсена — Бранд
- «На дне» М. Горького — Актёр
- «Макбет» У. Шекспира — Макбет
- «Царь Дмитрий Самозванец» А. С. Суворина — Дмитрий
- «Смерть Иоанна Грозного» А. К. Толстого — Фёдор
- «Ревизор» Н. В. Гоголя — Хлестаков
- «Гамлет» У. Шекспира — Гамлет
- «Отцы и дети» по И. С. Тургеневу — Аркадий
- «Орленок» Э. Ростана — Герцог Рейхштадский
- «Павел I» Д. Мережковского — Павел I
- «Евреи» Е. Н. Чирикова — Нахман
- «Горе-злосчастье» В. А. Крылова — Рожнов

### Фильмография[7]
- 1913 — Преступление и наказание — Раскольников
- 1914 — Царь Фёдор Иоаннович — царь Фёдор Иоаннович
- 1915 — Привидения — Освальд
- 1915 — Бранд — Бранд

### Произведения
- Орленев П. Н. Жизнь и творчество русского актера П. Н. Орленева, написанные им самим. — М. — Л.: Искусство, 1961. — 344 с. (впервые: отдельные главы — в ж. «Советский театр» (1930, № 11—12) и книга — М.-Л.: «Academia», 1931)

## Комментарии
1. ↑  Газета «Театр и жизнь» сообщала 27 сентября 1885 года:

На днях начались классы в драматическом отделении театрального училища. Принято вновь более 20 учеников. Помимо управляющей классами Г. Н. Федотовой приглашен для практических занятий с учениками г. ПравдинОдновременно с П. Орленевым в класс был принят К. С. Алексеев (Станиславский).
2. ↑  Назначенный инспектором школы А. Н. Островский, отметил в протоколе испытаний:

С хорошими задатками оказались: на водевильные роли Грессер … и на роли простаков очень молодой артист Орлов в роли Капитоша в пьесе «Наш друг Неклюжев» (10 марта). Оба артиста недостаточно подготовлены